# Carl Emil Fuhre

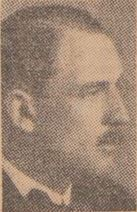
Carl Emil Fuhre.

Carl Emil Fuhre, till 1940 Nilsson, född 4 november 1888 i Söderhamn, död där 7 december 1950, var en svensk källarmästare. Han var bror till arkitekten Arvid Fuhre.
Fuhre, som var son till Nils Nilsson, källarmästare vid stadshotellet i Söderhamn, studerade vid läroverket i hemstaden och vid Frans Schartaus Handelsinstitut i Stockholm samt bedrev därefter hotell- och restaurangstudier i bland annat Tyskland och Schweiz.  Efter hemkomsten var han innehavare av stadshotellet i Haparanda 1915–1917 och återvände därefter till födelsestaden, där han 1918 öppnade C.E. Nilssons agentur- och importaffär. Vid nyåret 1920 efterträdde han sin far som källarmästare vid stadshotellet i Söderhamn, en befattning vilken han innehade till sin död. Tillsammans med en kompanjon blev han 1934 innehavare av stadshotellet i Hudiksvall, vilket han senare, efter att kompanjonen utlösts, drev tillsammans med sonen Torkel Fuhre.
Fuhre var under lång tid ledamot av byggnadsnämnden och kyrkogårdsnämnden och under en tid även ledamot av stadsfullmäktige (för högern). Han var ordförande i föreningen Söderhamns museum, tillhörde styrelsen för Teater AB i Söderhamn och var till 1932 styrelseordförande och direktör för Uplands enskilda banks avdelningskontor i Söderhamn. Han var därefter ordförande i Svenska Handelsbankens lokalstyrelse till 1949 och efter att ha avgått från denna post, vice ordförande. Han tillhörde under många år även styrelsen för Norrlands Hotell- och Restaurangförbund.
Det har sedan 1960-talet florerat spökerirykten om att Fuhre skulle gå igen på stadshotellet i Söderhamn.